# Toxicocalamus longissimus
Toxicocalamus longissimus är en ormart som beskrevs av Boulenger 1896. Toxicocalamus longissimus ingår i släktet Toxicocalamus och familjen giftsnokar och underfamiljen havsormar. Inga underarter finns listade i Catalogue of Life.
Arten förekommer på Woodlarköarna som tillhör Papua Nya Guinea. Honor lägger ägg.